# Serrat de la Centinella
El Serrat de la Centinella o de la Sentinella és una muntanya de 675,8 metres que es troba al municipi de Lladurs, a la comarca catalana del Solsonès. Està situat a 70 metres de la pista forestal que uneix el Pla dels Roures i l'entitat de població de la Llena, i al sud-sud-oest, a uns 230 metres de distància, hi trobem un punt que forma part del mateix cim que la cartografia el diferencia com a Roca Llonga, de 656 metres d'altitud.